# デッド・トゥ・ミー 〜さようならの裏に〜
『デッド・トゥ・ミー 〜さようならの裏に〜』（原題: Dead to Me）は、アメリカ合衆国のブラックコメディドラマシリーズ。夫をひき逃げで亡くした主人公の犯人探しと不思議な生活を描く。リズ・フェルドマンが制作し、クリスティナ・アップルゲイトが主演を務める。Netflixにより制作され、2019年5月より世界同時に配信された。シーズン2が2020年5月に配信される。2020年7月にシーズン3を以て終了する事になった。COVID-19の影響でシーズン3の撮影は2021年の春まで遅れ、更に主演のアップルゲイトに多発性硬化症の病気が見つかった為、 撮影は一時中断されていたが、現在では再開され、シーズン3のリリースは2022年11月17日を予定している。
番組は批評家から高い評価を受けており、プライムタイム・エミー賞のコメディー・シリーズ主演女優賞にノミネートされた。

## あらすじ
2人の息子を持つジェン（クリスティナ・アップルゲイト）はひき逃げで夫を亡くしてしまう。犯人探しを始めるジェンだったが、遺族のセラピーでジュディ（リンダ・カーデリーニ）と出会う。親友となったジェンとジュディだったが、そこには大きな秘密が隠れていた。

## 登場人物

### メインキャスト
※括弧内は日本語吹替。
ジェン
演 - クリスティナ・アップルゲイト（山像かおり）
主人公。不動産エージェントで子供が二人居る。夫をひき逃げで亡くしており、犯人は未だに捕まっておらず、事故から3か月経っても失意のどん底に居る。
参加した遺族セラピー「フレンズ・オブ・ヘブン」でフィアンセを亡くしたというジュディーという女性に知り合い、急接近。友人となる。
その一方で、一向に犯人を見つけてくれない警察を当てにせず、夫を轢き逃げした犯人を独自に探しており、フロントに頭部の大きさ程の破損状況がある車をその都度メモに書き記している。スピリチュアル的なものには否定的。
ジュディー
演 - リンダ・カーデリーニ（宮島依里）
遺族セラピー「フレンズ・オブ・ヘブン」で知り合い、ジェンと仲を深める。5回の流産で婚約者であるスティーブとは破局している。
最初にセラピーに訪れた際にはフィアンセであるスティーブが急死したと語るも、実際にはスティーブは生きており、流産で子供を5回も失った事を語らなかったことでジェンからは嘘吐き呼ばわりされ、一度は疎遠になるも、後に仲直り。スティーブと破局後は住む場所もなく、勤務先の老人ホームの一室を借りていたが、ジェンの提案で亡き夫のテッドが使用していた離れを使用させて貰っている。
スティーヴ
演 - ジェームズ・マースデン（玉木雅士）
ジュディーの元婚約者でやり手のビジネスマン。流産が原因でジュディーとは破局しており、破局後も付きまとう彼女に接近禁止命令を突き付けるも、彼女とはある秘密を共有して居ることもあり、今度は遠回りながらも、復縁を求めるようになる。
最初にジェンと知り合った際に、所有するマンションを手放すことをジェンに勧められ、彼女にマンションの売却を依頼する。
ベン
演 - ジェームズ・マースデン(2役)（玉木雅士）
スティーヴの半一卵性の双子の兄弟。カイロプラクターでジェンが新たに興味を抱くようになる相手。
クリストファー
演 - マックス・ジェンキンス（青木崇）
ジェンの同僚の不動産エージェント。ゲイ。
チャーリー
演 - サム・マッカーシー（山口智広）
ジェンの長男。14歳。オンラインのFPSゲームにハマっており、今は亡き父親のテッドともプレイしていたらしい。ジェンに似てスピリチュアル的なものには否定的、かつ思春期なのもあってか、ジェンに似てシニカルな物言いをすることも。
ヘンリー
演 - ルーク・ロースラー（佐伯美由紀）
ジェンの次男。

## エピソード
| シーズン | シーズン | 話数 | 話数 | 放送期間     | 放送期間     |
| -------- | -------- | ---- | ---- | ------------ | ------------ |
|          | 1        | 10   | 10   | 2019年5月3日 | 2019年5月3日 |
|          | 2        | 10   | 10   | 2020年5月8日 | 2020年5月8日 |

＊各シーズン全話一斉配信

### シーズン1 (2019)
| 通算 話数 | シーズン 話数 | タイトル                               | 監督           | 脚本                            | 公開日       |
| --------- | ------------- | -------------------------------------- | -------------- | ------------------------------- | ------------ |
| 1         | 1             | "事の始まり" "Pilot"                   | Amy York Rubin | リズ・フェルドマン              | 2019年5月3日 |
| 2         | 2             | "私イカレてるのかも" "Maybe I'm Crazy" | Amy York Rubin | Liz Feldman                     | 2019年5月3日 |
| 3         | 3             | "全て私のせい" "It's All My Fault"     | Abe Sylvia     | Anthony King                    | 2019年5月3日 |
| 4         | 4             | "元には戻れない" "I Can't Go Back"     | Abe Sylvia     | Kate Robin                      | 2019年5月3日 |
| 5         | 5             | "たまには息抜き" "I've Gotta Get Away" | Minkie Spiro   | Abe Sylvia                      | 2019年5月3日 |
| 6         | 6             | "ウソでしょ" "Oh My God"               | Minkie Spiro   | Njeri Brown                     | 2019年5月3日 |
| 7         | 7             | "見くびらないで" "I Can Handle It"     | Kat Coiro      | Emma Rathbone                   | 2019年5月3日 |
| 8         | 8             | "暴走" "Try to Stop Me"                | Kat Coiro      | Kelly Hutchinson                | 2019年5月3日 |
| 9         | 9             | "秘密" "I Have to Be Honest"           | Geeta Patel    | Rebecca Addelman                | 2019年5月3日 |
| 10        | 10            | "ここから消えて" "You Have to Go"      | Geeta Patel    | リズ・フェルドマン & Abe Sylvia | 2019年5月3日 |

### シーズン2 (2020)
| 通算 話数 | シーズン 話数 | タイトル                                                | 監督                | 脚本                                  | 公開日       |
| --------- | ------------- | ------------------------------------------------------- | ------------------- | ------------------------------------- | ------------ |
| 11        | 1             | "自分にウソはつけない" "You Know What You Did"          | Liza Johnson        | リズ・フェルドマン                    | 2020年5月8日 |
| 12        | 2             | "久々の再会" "Where Have You Been"                      | Liza Johnson        | Elizabeth Benjamin                    | 2020年5月8日 |
| 13        | 3             | "こんな生き方、耐えられない" "You Can't Live Like This" | タムラ・デイヴィス  | Cara DiPaolo                          | 2020年5月8日 |
| 14        | 4             | "きずな" "Between You and Me"                           | タムラ・デイヴィス  | Jessi Klein                           | 2020年5月8日 |
| 15        | 5             | "罪の代償" "The Price You Pay"                          | Liz Allen Rosenbaum | Kelly Hutchinson                      | 2020年5月8日 |
| 16        | 6             | "自分に正直に" "You Don't Have To"                      | Liz Allen Rosenbaum | Celeste Hughey                        | 2020年5月8日 |
| 17        | 7             | "善き行い" "If Only You Knew"                           | Jennifer Getzinger  | Dan Dietz                             | 2020年5月8日 |
| 18        | 8             | "嫌疑" "It Had to Be You"                               | Jennifer Getzinger  | Emma Rathbone                         | 2020年5月8日 |
| 19        | 9             | "すべては私の責任" "It's Not You, It's Me"              | Silver Tree         | リズ・フェルドマン & Kelly Hutchinson | 2020年5月8日 |
| 20        | 10            | "友情の行方" "Where Do We Go from Here"                 | Silver Tree         | Cara DiPaolo & リズ・フェルドマン     | 2020年5月8日 |

## 製作
2018年4月5日、Netflixは本作の製作を発表した。リズ・フェルドマンが脚本を担当し、ウィル・フェレル、アダム・マッケイ、ジェシカ・エルバウムらがエグゼクティブ・プロデュースに参加した。
2019年4月1日、シリーズが2019年5月3日に公開されることが発表された。同年6月3日、第2シーズンに向けてリニューアルが決定した。 2020年4月10日、Netflixは第2シーズンが2020年5月8日に公開されることを発表した。
2020年7月にアップルゲードの健康上の問題等から、第3シーズンを以てドラマその物を終了させる事を発表したが、COVID-19による世界的パンデミックに加え、2021年8月にアップルゲードが数か月前に多発性硬化症と診断され、それに伴い無期限の闘病生活に入った為、一時撮影が中断した。
尚、現在は撮影が再開され、2022年11月17日に最終シーズンであるシーズン3が配信される予定である。

## 評価

### 批評
本作は批評家から肯定的な評価を受けている。第1シーズンは、映画批評集積サイトのRotten Tomatoesに50件のレビューがあり、批評家支持率は86%、平均点は10点満点で6.48点となっている。また、Metacriticには21件のレビューがあり、加重平均値は67/100となっている。
第2シーズンは、映画批評集積サイトのRotten Tomatoesに29件のレビューがあり、批評家支持率は97%、平均点は10点満点で8.13点となっている。また、Metacriticには10件のレビューがあり、加重平均値は72/100となっている。